# Michael Lembeck

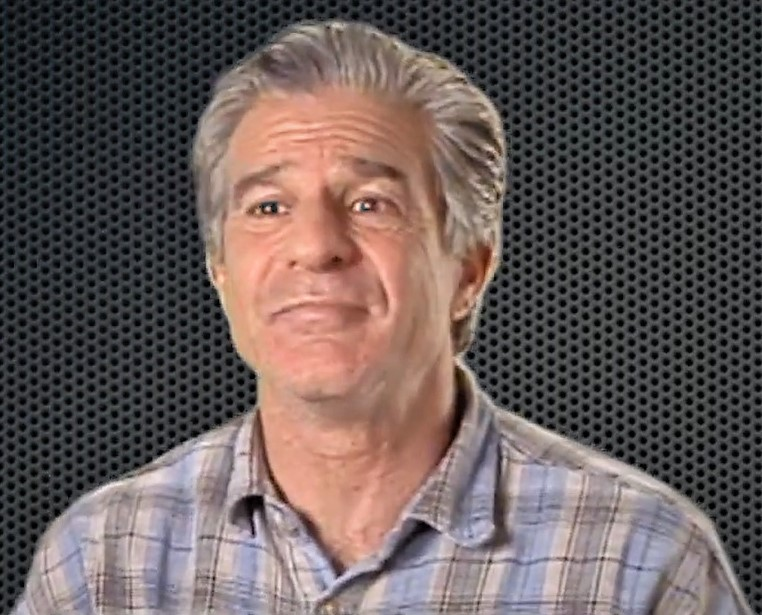
Michael Lembeck, 2021

Michael Lembeck (* 25. Juni 1948 in Brooklyn, New York City) ist ein US-amerikanischer Filmregisseur und Schauspieler.

## Leben
Lembecks Vater war der Schauspieler Harvey Lembeck. Michael Lembeck war seit Ende der 1960er Jahre als Schauspieler tätig und übernahm Rollen vor allem in verschiedenen Fernsehproduktionen, aber auch Kinofilmen. Ab 1989 war er auch als Regisseur tätig, hier überwiegend für Fernsehserien. So inszenierte er etwa in den Jahren 1995 bis 2000 zwei Dutzend Folgen von Friends. Gelegentlich ist er an Kinoproduktionen beteiligt, wie bspw. den 2002 gedrehten Santa Clause 2 – Eine noch schönere Bescherung. Für seine Regiearbeit bei der Serie Friends erhielt er 1996 einen Emmy. Seit 2012 war er gemeinsam mit dem Creator Daniel Berendsen Produzent und alleiniger Hauptregisseur der Serie Baby Daddy mit mehr als 90 inszenierten Folgen.
Lembeck ist in zweiter Ehe mit der Schauspielerin Lorna Patterson verheiratet.

## Filmografie (Auswahl)

### Regisseur
- 1989: Doctor Doctor (Fernsehserie, 2 Episoden)
- 1989: Ein Vater zuviel (My Two Dads, Fernsehserie, Episode 3x12)
- 1989–1990: Mit Herz und Scherz (Coach, Fernsehserie, 7 Episoden)
- 1991: Acting Sheriff (Fernsehfilm)
- 1990–1993: Major Dad (Fernsehserie, 67 Episoden)
- 1992: Küss mich, Kleiner! (Flying Blind, Fernsehserie, 5 Episoden)
- 1993–1994: Love & War (Fernsehserie, 16 Episoden)
- 1994: Guter Rat ist teuer (Good Advice, Fernsehserie, 4 Episoden)
- 1994–1999: Verrückt nach dir (Mad About You, Fernsehserie, 23 Episoden)
- 1995: High Society (Fernsehserie, Episode 1x01)
- 1995: NewsRadio (Fernsehserie, 3 Episoden)
- 1995: Double Rush (Fernsehserie, 13 Episoden)
- 1995–1996: Silver Girls (Hope & Gloria, Fernsehserie, 8 Episoden)
- 1995–2000: Friends (Fernsehserie, 24 Episoden)
- 1996: Caroline in the City (Fernsehserie, Episode 2x03)
- 1996: Ellen (Fernsehserie, Episode 4x07)
- 1996–1997: Alle lieben Raymond (Everybody Loves Raymond, Fernsehserie, 5 Episoden)
- 1997: Der Mann an sich … (Men Behaving Badly, Fernsehserie, Episode 1x21)
- 1997: Drei Männer und kein Baby (Chicago Sons, Fernsehserie, 2 Episoden)
- 1997: Over the Top (Fernsehserie, 11 Episoden)
- 1997–1999: Veronica (Veronica’s Closet, Fernsehserie, 4 Episoden)
- 1998: Applaus! Applaus! (Encore! Encore!, Fernsehserie, Episode 1x03)
- 1998–2001: Ein Trio zum Anbeißen (Two Guys and a Girl, Fernsehserie, 22 Episoden)
- 1999: Jesse (Fernsehserie, 2 Episoden)
- 1999–2000: Männer ohne Nerven (Stark Raving Mad, Fernsehserie, 2 Episoden)
- 2001: Immer wieder Jim (According to Jim, Fernsehserie, Episode 1x07)
- 2002: Santa Clause 2 – Eine noch schönere Bescherung (The Santa Clause 2)
- 2004: Connie und Carla (Connie and Carla)
- 2006: Santa Clause 3 – Eine frostige Bescherung (The Santa Clause 3: The Escape Clause)
- 2007: Greek (Fernsehserie, Episode 1x05)
- 2007: Californication (Fernsehserie, Episode 1x04)
- 2008: Die Glamour-Clique – Cinderellas Rache (The Clique)
- 2010: Zahnfee auf Bewährung (Tooth Fairy)
- 2010: Hot in Cleveland (Fernsehserie, Episode 1x01)
- 2011: Sharpay’s fabelhafte Welt (Sharpay’s Fabulous Adventure)
- 2011: The Bling Ring (Fernsehfilm)
- 2012–2013: Guys with Kids (Fernsehserie, 5 Episoden)
- 2012–2017: Baby Daddy (Fernsehserie, 97 Episoden)
- 2014: Mystery Girls (Fernsehserie, 4 Episoden)
- 2016: Weihnachten auf der Bühne (A Nutcracker Christmas, Fernsehfilm)
- 2017: One Day at a Time (Fernsehserie, Episode 1x10)
- 2018: Murphy Brown (Fernsehserie, 3 Episoden)
- 2021: Queen Bees – Im Herzen jung (Queen Bees)
- 2021: The J Team
- 2022: Schneefrei (Snow Day)

### Schauspieler
- 1977: Die Boys von Kompanie C (The Boys in Company C)
- 1979–1984: One Day at a Time (Fernsehserie, 53 Episoden)
- 1980: Im Sommercamp ist die Hölle los (Gorp)
- 1980: So ein Team gibt’s nicht noch einmal (The Comeback Kid)
- 1993: Danielle Steel – Herzschlag für Herzschlag (Heartbeat)